# Bathyplectes rostratus
Bathyplectes rostratus är en stekelart som först beskrevs av Thomson 1887.  Bathyplectes rostratus ingår i släktet Bathyplectes och familjen brokparasitsteklar. Arten är reproducerande i Sverige. Utöver nominatformen finns också underarten B. r. russicator.